# Lista odcinków serialu Nashville
Poniżej znajduje się lista odcinków serialu telewizyjnego Nashville – emitowanego przez amerykańską stację telewizyjną ABC od 10 października 2012 roku do 25 maja 2016 roku. Od piątego do szóstego sezonu serial był emitowany przez CMT. Powstało 6 serii, które łącznie składają się z 124 odcinków.

## Przegląd serii
| Sezon | Sezon | Odcinki | Oryginalna emisja    | Oryginalna emisja |
| Sezon | Sezon | Odcinki | Premiera sezonu      | Finał sezonu      |
| ----- | ----- | ------- | -------------------- | ----------------- |
|       | 1     | 21      | 10 października 2012 | 22 maja 2013      |
|       | 2     | 22      | 25 września 2013     | 14 maja 2014      |
|       | 3     | 22      | 24 września 2014     | 13 maja 2015      |
|       | 4     | 22      | 23 września 2015     | 25 maja 2016      |
|       | 5     | 22      | 5 stycznia 2017      | 10 sierpnia 2017  |
|       | 6     | 16      | 4 stycznia 2018      | 26 lipca 2018     |

## Sezon 1 (2012-2013)
| №  | #  | Tytuł                                           | Reżyseria           | Scenariusz                               | Premiera (ABC)       |
| -- | -- | ----------------------------------------------- | ------------------- | ---------------------------------------- | -------------------- |
| 1  | 1  | Pilot                                           | R.J. Cutler         | Callie Khouri                            | 10 października 2012 |
| 2  | 2  | I Can't Help It (If I'm Still in Love with You) | R.J. Cutler         | Callie Khouri                            | 17 października 2012 |
| 3  | 3  | Someday You'll Call My Name                     | Michael Engler      | Liz Tigelaar                             | 24 października 2012 |
| 4  | 4  | We Live in Two Different Worlds                 | Paul McCrane        | Todd Ellis Kessler                       | 31 października 2012 |
| 5  | 5  | Move It on Over                                 | Lesli Linka Glatter | David Marshall Grant                     | 7 listopada 2012     |
| 6  | 6  | You're Gonna Change (Or I'm Gonna Leave)        | David Petrarca      | Meredith Lavender, Marcie Ulin           | 14 listopada 2012    |
| 7  | 7  | Lovesick Blues                                  | Mimi Leder          | Wendy Calhoun                            | 28 listopada 2012    |
| 8  | 8  | Where He Leads Me                               | Wendey Stanzler     | Jason George                             | 5 grudnia 2012       |
| 9  | 9  | Be Careful of Stones That You Throw             | Paul McCrane        | David Gould                              | 9 lutego 2013        |
| 10 | 10 | I'm Sorry for You My Friend                     | Sanaa Hamri         | Dana Greenblatt                          | 16 lutego 2013       |
| 11 | 11 | You Win Again                                   | Paul Edwards        | Liz Tigelaar                             | 23 lutego 2013       |
| 12 | 12 | I've Been Down That Road Before                 | Stephen Cragg       | Meredith Lavender, Marcie Ulin           | 6 lutego 2013        |
| 13 | 13 | There'll Be No Teardrops Tonight                | Eric Stoltz         | Todd Ellis Kessler, David Marshall Grant | 13 lutego 2013       |
| 14 | 14 | Dear Brother                                    | Jonathan Pontell    | Nancy Miller, Dana Greenblatt            | 27 lutego 2013       |
| 15 | 15 | When You're Tired of Breaking Other Hearts      | Paul McCrane        | Jason George, David Gould                | 27 marca 2013        |
| 16 | 16 | I Saw the Light                                 | Julie Hébert        | Wendy Calhoun                            | 3 kwietnia 2013      |
| 17 | 17 | My Heart Would Know                             | Sanaa Hamri         | Mollie Bickley St. John                  | 10 kwietnia 2013     |
| 18 | 18 | Take These Chains from My Heart                 | Eric Stoltz         | Meredith Lavender, Marcie Ulin           | 1 maja 2013          |
| 19 | 19 | Why Don’t You Love Me                           | Stephen Cragg       | Todd Ellis Kessler                       | 8 maja 2013          |
| 20 | 20 | A Picture from Life's Other Side                | Michael Waxman      | Dee Johnson                              | 15 maja 2013         |
| 21 | 21 | I'll Never Get Out of This World Alive          | Callie Khouri       | Callie Khouri                            | 22 maja 2013         |

## Sezon 2 (2013-2014)
| №  | #  | Tytuł                                     | Reżyseria         | Scenariusz                          | Premiera (ABC)       |
| -- | -- | ----------------------------------------- | ----------------- | ----------------------------------- | -------------------- |
| 22 | 1  | I Fall to Pieces                          | Michael Waxman    | Dee Johnson                         | 25 września 2013     |
| 23 | 2  | Never No More                             | Callie Khouri     | Meredith Lavender, Marcie Ullin     | 2 października 2013  |
| 24 | 3  | I Don't Want to Talk About It             | Paul McCrane      | Tyler Bensinger                     | 9 października 2013  |
| 25 | 4  | You're No Angel Yourself                  | Julie Hébert      | Wendy Calhoun                       | 16 października 2013 |
| 26 | 5  | Don't Open That Door                      | Michael Grossman  | Dana Greenblatt                     | 23 października 2013 |
| 27 | 6  | It Must Be You                            | Kate Woods        | Monica Macer                        | 30 października 2013 |
| 28 | 7  | She's Got You                             | Mario Van Peebles | Debra Fordham                       | 13 listopada 2013    |
| 29 | 8  | Hanky Panky Woman                         | Eric Stoltz       | David Gould                         | 20 listopada 2013    |
| 30 | 9  | I’m Tired of Pretending                   | Kevin Dowling     | David Handelman                     | 4 grudnia 2013       |
| 31 | 10 | Tomorrow Never Comes                      | Patrick Norris    | Meredith Lavender, Marcie Ulin      | 11 grudnia 2013      |
| 32 | 11 | I'll Keep Climbing                        | Callie Khouri     | Tyler Bensinger                     | 15 stycznia 2014     |
| 33 | 12 | Just for What I Am                        | Stephen Cragg     | Ben St John, Mollie Bickley St John | 22 stycznia 2014     |
| 34 | 13 | It’s All Wrong, But it’s All Right        | Bethany Rooney    | Debra Fordham                       | 29 stycznia 2014     |
| 35 | 14 | Too Far Gone                              | Patrick Norris    | Monica Macer                        | 5 lutego 2014        |
| 36 | 15 | They Don't Make 'Em Like My Daddy Anymore | Patrick Norris    | Monica Macer                        | 26 lutego 2014       |
| 37 | 16 | Guilty Street                             | David Grossman    | Sibyl Gardner                       | 5 marca 2014         |
| 38 | 17 | We’ve Got Things to Do                    | Ron Underwood     | Dana Greenblatt                     | 12 marca 2014        |
| 39 | 18 | Your Wild Life's Gonna Get You Down       | Julie Hébert      | David Gould                         | 26 marca 2014        |
| 40 | 19 | Crazy                                     | Jean de Segonzac  | Debra Fordham                       | 2 kwietnia 2014      |
| 41 | 20 | Your Good Girl's Gonna Go Bad             | Mario Van Peebles | Meredith Lavender & Marcie Ulin     | 30 kwietnia 2014     |
| 42 | 21 | All or Nothing with Me                    | Michael Waxman    | Dee Johnson                         | 7 maja 2014          |
| 43 | 22 | On the Other Hand                         | Callie Khouri     | Callie Khouri                       | 14 maja 2014         |

## Sezon 3 (2014-2015)
10 maja 2014 roku, stacja ABC oficjalnie zamówiła 3 sezon serialu  Nashville
| №  | #  | Tytuł                                  | Reżyseria         | Scenariusz                            | Premiera (ABC)       |
| -- | -- | -------------------------------------- | ----------------- | ------------------------------------- | -------------------- |
| 44 | 22 | That's Me Without You                  | Callie Khouri     | Dee Johnson                           | 24 września 2014     |
| 45 | 2  | How Far Down Can I Go                  | Mario Van Peebles | Meredith Lavender & Marcie Ulin       | 1 października 2014  |
| 46 | 3  | I Can't Get Over You to Save My Life   | Stephen Cragg     | David Gould                           | 8 października 2014  |
| 47 | 4  | I Feel Sorry For Me                    | Elodie Keene      | Debra Fordham                         | 15 października 2014 |
| 48 | 5  | Road Happy                             | Arlene Sanford    | Dana Greenblatt                       | 22 października 2014 |
| 49 | 6  | Nobody Said it was Going to be Easy    | Thomas Carter     | Taylor Hamra                          | 29 października 2014 |
| 50 | 7  | I’m Coming Home to You                 | Mike Listo        | Monica Macer                          | 12 listopada 2014    |
| 51 | 8  | You’re Lookin’ at Country              | Eric Close        | Geoffrey Nauffts                      | 19 listopada 2014    |
| 52 | 9  | Two Sides to Every Story               | Stephen Cragg     | Ben St. John, Mollie Bickley St. John | 3 grudnia 2014       |
| 53 | 10 | First to Have a Second Chance          | Callie Khouri     | Meredith Lavender, Marcie Ulin        | 10 grudnia 2014      |
| 54 | 11 | I'm Not That Good at Goodbye           | Jan Eliasberg     | Debra Fordham                         | 4 lutego 2015        |
| 55 | 12 | I’ve Got A Reason To Hate You          | Jean de Segonzac  | Sibyl Gardner                         | 11 lutego 2015       |
| 56 | 13 | I’m Lost Between Right or Wrong        | Michael Lohmann   | David Gould                           | 18 lutego 2015       |
| 57 | 14 | Somebody Pick Up My Pieces             | Stephen Cragg     | Dana Greenblatt                       | 25 lutego 2015       |
| 58 | 15 | That's The Way Love Goes               | Callie Khouri     | Callie Khouri                         | 4 marca 2015         |
| 59 | 16 | I Can’t Keep Away from You             | Mike Listo        | Taylor Hamra                          | 1 kwietnia 2015      |
| 60 | 17 | This Just Ain’t a Good Day for Leavin’ | Michael Lohmann   | Paul Keables                          | 8 kwietnia 2015      |
| 61 | 18 | Nobody Knows But Me                    | Callie Khouri     | David Gould, Monica Macer             | 15 kwietnia 2015     |
| 62 | 19 | The Storm Has Just Begun               | Nelson McCormick  | Dana Greenblatt, Geoffrey Nauffts     | 22 kwietnia 2015     |
| 63 | 20 | Time Changes Things                    | Arlene Sanford    | Debra Fordham                         | 29 kwietnia 2015     |
| 64 | 21 | Is The Better Part Over                | Julie Hebert      | Meredith Lavender, Marcie Ulinand     | 6 maja 2015          |

## Sezon 4 (2015-2016)
7 maja 2015 roku, stacja ABC ogłosiła zamówienie 4 sezonu
| №  | #  | Tytuł                                 | Reżyseria        | Scenariusz                           | Premiera (ABC)       |
| -- | -- | ------------------------------------- | ---------------- | ------------------------------------ | -------------------- |
| 65 | 1  | Can't Let Go                          | Callie Khouri    | Meredith Lavender, Marcie Ulinand    | 23 września 2015     |
| 66 | 2  | Til The Pain Outwears The Shame       | Jean de Segonzac | David Gould                          | 30 września 2015     |
| 67 | 3  | How Can I Help You Say Goodbye        | Stephen Cragg    | Debra Fordham                        | 7 października 2015  |
| 68 | 4  | The Slender Threads That Bind Us Here | Joanna Kerns     | Monica Macer                         | 14 października 2015 |
| 69 | 5  | Stop the World (And Let Me Off)       | Jan Eliasberg    | Meredith Lavender, Marcie Ulin       | 21 października 2015 |
| 70 | 6  | Please Help Me, I'm Fallin'           | Callie Khouri    | Taylor Hamra                         | 28 października 2015 |
| 71 | 7  | Can’t Get Used to Losing You          | Eric Close       | Dana Greenblatt                      | 11 listopada 2015    |
| 72 | 8  | Unguarded Moments                     | Ron Underwood    | Paul Keables                         | 18 listopada 2015    |
| 73 | 9  | Three’s a Crowd                       | Mike Listo       | Geoffrey Nauffts                     | 2 grudnia 2015       |
| 74 | 10 | We’ve Got Nothing but Love to Prove   | Arlene Sanford   | Debra Fordham                        | 9 grudnia 2015       |
| 76 | 11 | Forever and for Always                | Stephen Cragg    | Monica Macer, Dana Greenblatt        | 16 marca 2016        |
| 77 | 12 | How Does It Feel to Be Free           | Steve Robin      | Ben St. John, Mollie Bickley St John | 23 marca 2016        |
| 78 | 13 | If I Could Do It All Again            | Callie Khouri    | Sibyl Gardner                        | 30 marca 2016        |
| 79 | 14 | What I Cannot Change                  | Lily Mariye      | Taylor Hamra                         | 6 kwietnia 2016      |
| 80 | 15 | When There’s a Fire in Your Heart     | Michael Lohmann  | Meredith Lavender, Marcie Ulin       | 13 kwietnia 2016     |
| 81 | 16 | Didn't Expect It to Go Down This Way  | Mike Listo       | Paul Keables                         | 20 kwietnia 2016     |
| 82 | 17 | Baby Come Home                        | Jet Wilkinson    | David Gould                          | 27 kwietnia 2016     |
| 83 | 18 | The Trouble with the Truth            | Michael Lohmann  | Valerie Chu                          | 4 maja 2016          |
| 84 | 19 | After You've Gone                     | Bethany Rooney   | Debra Fordham                        | 11 maja 2016         |
| 85 | 20 | It’s Sure Gonna Hurt                  | Mike Listo       | Taylor Hamra                         | 18 maja 2016         |
| 86 | 21 | Maybe You’ll Appreciate Me Someday    | Callie Khouri    | Meredith Lavender, Marcie Ulin       | 25 maja 2016         |

## Sezon 5 (2017)
| Nr  | #  | Tytuł                                   | Reżyseria        | Scenariusz                           | Premiera CMT     |
| --- | -- | --------------------------------------- | ---------------- | ------------------------------------ | ---------------- |
| 87  | 1  | The Wayfaring Stranger                  | Callie Khouri    | Edward Zwick and Marshall Herskovitz | 5 stycznia 2017  |
| 88  | 2  | Back in Baby's Arms                     | Stephen Cragg    | Callie Khouri                        | 5 stycznia 2017  |
| 89  | 3  | Let's Put it Back Together Again        | Mike Binder      | Geoffrey Nauffts                     | 12 stycznia 2017 |
| 90  | 4  | Leap of Faith                           | Lily Mariye      | Savannah Dooley                      | 19 stycznia 2017 |
| 91  | 5  | Love Hurts                              | Ron Lagomarsino  | Jesse Zwick                          | 26 stycznia 2017 |
| 92  | 6  | A Little Bit Stronger                   | Stephen Cragg    | Richard Kramer                       | 2 lutego 2017    |
| 93  | 7  | Hurricane                               | Dan Lerner       | Liberty Godshall                     | 9 lutego 2017    |
| 94  | 8  | Stand Beside Me                         | Mike Binder      | Matthew M. Ross                      | 16 lutego 2017   |
| 95  | 9  | If Tomorrow Never Comes                 | Callie Khouri    | Geoffrey Nauffts                     | 23 lutego 2017   |
| 96  | 10 | I'll Fly Away                           | Dan Lerner       | Liberty Godshall                     | 2 marca 2017     |
| 97  | 11 | Fire and Rain                           | Timothy Busfield | Jesse Zwick                          | 9 marca 2017     |
| 98  | 12 | Back in the Saddle Again                | Dawn Wilkinson   | Savannah Dooley                      | 1 czerwca 2017   |
| 99  | 13 | Til I Can Make It On My Own             | Michael Lohmann  | Scott Saccoccio                      | 8 czerwca 2017   |
| 100 | 14 | (Now and Then There's) A Fool Such as I | John Carrafa     | Callie Khouri                        | 15 czerwca 2017  |
| 101 | 15 | A Change Would Do You Good              | Devon Gummersall | Matthew M. Ross                      | 22 czerwca 2017  |
| 102 | 16 | Not Ready to Make Nice                  | Allan Arkush     | Troy Putney                          | 29 czerwca 2017  |
| 103 | 17 | Ghost in This House                     | Maggie Greenwald | Richard Kramer                       | 6 lipca 2017     |
| 104 | 18 | The Night Before (Life Goes On)         | Michael Goi      | Geoffrey Nauffts                     | 13 lipca 2017    |
| 105 | 19 | You Can't Lose Me                       | Jesse Zwick      | Savannah Dooley                      | 20 lipca 2017    |
| 106 | 20 | Speed Trap Town                         | Jet Wilkinson    | Jesse Zwick                          | 27 lipca 2017    |
| 107 | 21 | Farther On                              | Michael Lohmann  | Liberty Godhsall                     | 3 sierpnia 2017  |
| 108 | 22 | Reasons to Quit                         | Callie Khouri    | Scott Saccoccio                      | 3 sierpnia 2017  |

## Sezon 6 (2018)
| Nr  | #  | Tytuł                                 | Reżyseria         | Scenariusz        | Premiera CMT     |
| --- | -- | ------------------------------------- | ----------------- | ----------------- | ---------------- |
| 109 | 1  | New Strings                           | Timothy Busfield  | Scott Saccoccio   | 4 stycznia 2018  |
| 110 | 2  | Second Chances                        | Mike Binder       | Jesse Zwick       | 11 stycznia 2018 |
| 111 | 3  | Jump Then Fall                        | Allan Arkush      | Savannah Dooley   | 18 stycznia 2018 |
| 112 | 4  | That's My Story                       | Lily Mariye       | Geoffrey Nauffts  | 25 stycznia 2018 |
| 113 | 5  | Where the Night Goes                  | Devon Gummersall  | Liberty Godshall  | 1 lutego 2018    |
| 114 | 6  | Beneath Still Waters                  | Dan Lerner        | Troy Putney       | 8 lutego 2018    |
| 115 | 7  | Can't Help But Wonder Where I'm Bound | Allan Arkush      | Tim Olshefski     | 15 lutego 2018   |
| 116 | 8  | Sometimes You Just Can't Win          | Michael Lohmann   | Scott Saccoccio   | 22 lutego 2018   |
| 117 | 9  | Pick Yourself Up                      | Jesse Zwick       | Jesse Zwick       | 7 czerwca 2018   |
| 118 | 10 | Two Sparrows in a Hurricane           | Ellen S. Pressman | Michael Weintraub | 14 czerwca 2018  |
| 119 | 11 | No Place That Far                     | Dawn Wilkinson    | Savannah Dooley   | 21 czerwca 2018  |
| 120 | 12 | The House That Built Me               | Timothy Busfield  | Geoffrey Nauffts  | 28 czerwca 2018  |
| 121 | 13 | Strong Enough to Bend                 | Dan Lerner        | Troy Putney       | 5 lipca 2018     |
| 122 | 14 | For the Sake of the Song              | Michael Lohmann   | Scott Saccoccio   | 12 lipca 2018    |
| 123 | 15 | I Don't Want to Lose You Yet          | Allan Arkush      | Liberty Godshall  | 19 lipca 2018    |
| 124 | 16 | Beyond the Sunset                     | Callie Khouri     | Jesse Zwick       | 26 lipca 2018    |